# Sheepwash (Devon)
Pour les articles homonymes, voir Sheepwash.
Sheepwash est un village et une paroisse civile du Devon, situé dans le sud-ouest de l'Angleterre. 